# Tomáš Holý

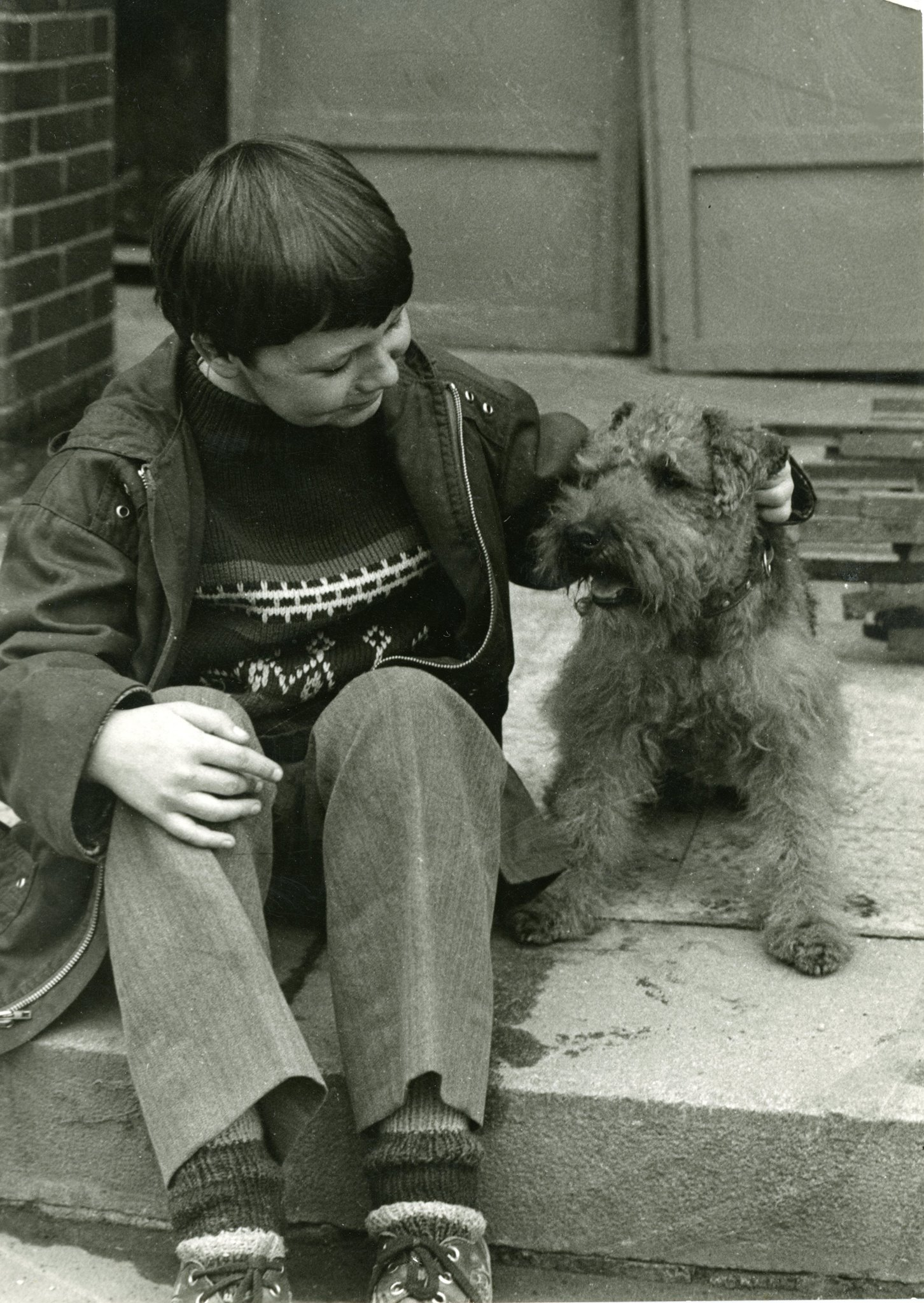
Tomáš Holý (1980)

Tomáš Holý (* 17. März 1968 in Prag; † 8. März 1990 in Polevsko; auch Thomas Holy geschrieben) war ein tschechoslowakischer Schauspieler und Kinderstar.

## Leben
Durch die Fernsehreihe Unterwegs nach Atlantis, in der Holy eine der Hauptrollen spielte, wurde er einem breiteren Publikum in Deutschland bekannt. Trotz seines Mitwirkens an zahlreichen Fernsehfilmen strebte Thomas Holy keine Karriere als Berufsschauspieler an, sondern nahm ein Jurastudium auf. Am 8. März 1990 verunglückte Holy bei einem Autounfall in Kytlice tödlich.

## Filmografie (Auswahl)
- 1976: Marečku, podejte mi pero!
- 1977: Unsere Geister sollen leben! (Ať žijí duchové!)
- 1977: Wie man einem Wal den Backenzahn zieht (Jak vytrhnout velrybě stoličku)
- 1978: Unter dem Dachsfelsen (Pod Jezevčí skálou)
- 1978: Wie man den Vater in die Besserungsanstalt bekommt (Jak dostat tatínka do polepšovny) (Fortsetzung von „Wie man einem Wal den Backenzahn zieht“)
- 1979: Auf der Spur des Wilderers (Na pytlácké stezce)
- 1979: Per Anhalter in den Tod (Smrt stopařek)
- 1979: Das Geheimnis der stählernen Stadt (Tajemství Ocelového mesta)
- 1980: Ferien für den Hund (Prázdniny pro psa)
- 1980: Meine Ferien mit Großvater; bzw. Hinter dem Dornenstrauch (Za trnkovým keřem)
- 1981: Unterwegs nach Atlantis